# Renia Spiegel
Renia Spiegel (Uhrýnkivtsi, aleshores Polònia, actualment Ucraïna, 18 de juny de 1924 – Przemyśl, Polònia, 30 de juliol de 1942) fou una adolescent polonesa de confessió jueva, autora d'un diari, que va ser víctima del nazisme. Al seu diari, que escrigué entre els 15 i 18 anys (d'ençà del 31 de gener de 1939 fins a la seva execució el 1942), va consignar els detalls més notables de la seva vida d'adolescent durant l'ocupació alemanya de Polònia. Com la seva compatriota Rutka Laskier se l'ha comparada a l'alemanya Anne Frank.
Quan es va crear el gueto de Przemyśl el juliol de 1942, Spiegel va formar part dels 24.000 jueus que hi foren engarjolats. Amb tot, dues setmanes després, gràcies al seu xicot Zygmunt Schwarzer, pogué escapar, i evitar així l'enviament cap a un camp de concentració, per a amagar-se a l'àtic de l'oncle d'aquest, conjuntament amb els pares del seu amic. Pocs dies després però, arran de la denúncia d'un informador, la policia nazi va executar l'adolescent amb els pares de Schwarzer al carrer el 30 de juliol de 1942.
Malgrat el fet que la família tingués el diari de Renia durant moltes dècades, no es va llegir fins al 2012.